# Рум (назва)
Рум (араб. روم) — назва Риму, а потім і Римської імперії, поширена в давнину в деяких країнах Сходу, наприклад в Індії та Ірані. Після поділу Римської імперії в IV столітті Румом стали називати лише Східну Римську імперію (Візантію).
Після завоювання в кінці XI століття Малої Азії турками-сельджуками назву «Рум» східні автори відносили тільки до Малої Азії — звідси інша назва Конійського султанату — Румський султанат. Наприклад, у Фізулі Рум — це тюркська земля по сусідству з Сирією (Шам), звідки Ноуфал здійснює завоювання племені Лейлі (Лейлі і Меджнун)